# Thielska galleriet

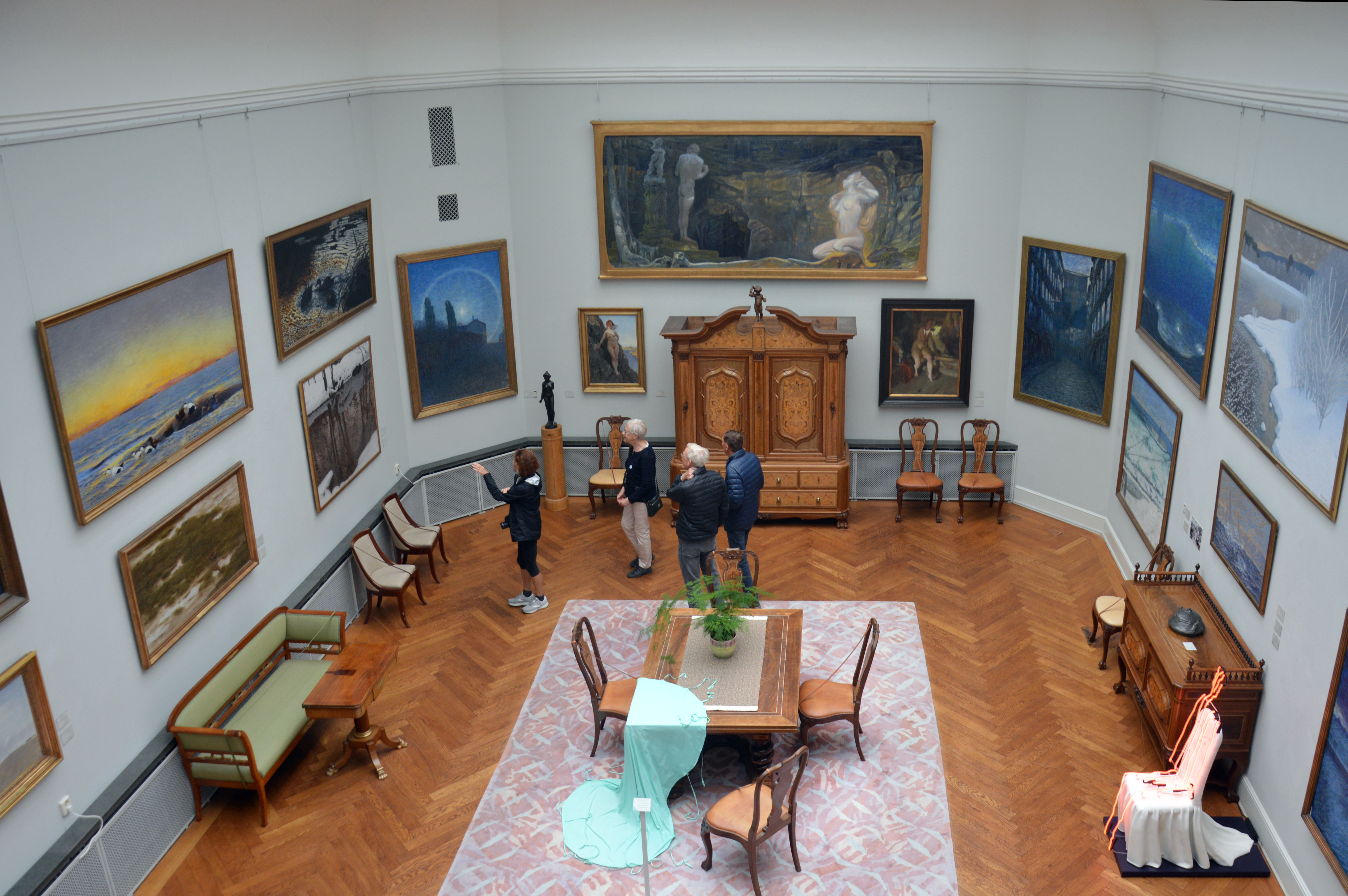
De westelijke galerij

Thielska galleriet (Zweeds voor 'de Thiel-galerij') is een kunstmuseum in de Zweedse hoofdstad Stockholm. Het is gevestigd in de villa annex kunstgalerij uit 1907 van bankier en kunstverzamelaar Ernest Thiel (1859–1947), gelegen op het eiland Djurgården. Het gebouw werd ontworpen door Ferdinand Boberg. Het museum, dat in 1926 opende, herbergt een collectie laat-19e-eeuwse en vroeg-20e-eeuwse kunst van leden van de Konstnärsförbundet, die zich verzette tegen de academische kunst. Thielska galleriet heeft een van 's werelds grootste collecties van Edvard Munch.